# جورج بلكينغتون (لاعب كرة قدم)
جورج بلكينغتون (بالإنجليزية: George Pilkington)‏ (1926 في المملكة المتحدة - 1 مايو 2016) هو لاعب كرة قدم بريطاني (وحمل سابقاً جنسية المملكة المتحدة لبريطانيا العظمى وأيرلندا) في مركز الظهير. لعب مع ستوكبورت كونتي ونادي روذرهام يونايتد ونادي تشستر سيتي.